# 塩釜郵便局
塩釜郵便局（しおがまゆうびんきょく）は宮城県塩竈市港町二丁目にある郵便局。民営化前の分類では集配普通郵便局であった。

## 概要
住所：〒985-8799 宮城県塩竈市港町二丁目8番18号

### 分室
分室はなし。過去に存在した分室は以下の通り。
- 笠神分室

### 出張所（局外設置ATM）
民営化後、すべてゆうちょ銀行仙台支店が管理を行っている。
- イオン多賀城店内出張所（ホリデーサービス実施拠点）
- 多賀城市役所内出張所

## 沿革
- 1873年（明治6年）6月 - 塩竈郵便取扱所として開設[1]。
- 1875年（明治8年）1月1日 - 塩竈郵便局（五等）となる。
- 1882年（明治15年） - 為替・貯金取扱を開始。
- 1891年（明治24年）5月16日 - 塩竈郵便電信局となる。
- 1903年（明治36年）4月1日 - 通信官署官制の施行に伴い塩竈郵便局となる。
- 1934年（昭和9年）6月1日 - 塩釜郵便局に改称[2]。
- 1944年（昭和19年）4月21日 - 宮城郡多賀城村に笠神分室を設置[3]。
- 1945年（昭和20年）9月13日 - 笠神分室を廃止[4]。
- 1949年（昭和24年）6月1日 - 逓信省が郵政省と電気通信省に分割するのに伴って、塩釜郵便局と塩釜電報電話局に分割[5]。
- 1956年（昭和31年）9月1日 - 電話通話および和文電報受付事務の取扱を開始[6]。
- 1960年（昭和35年）1月25日 - 塩竈市字門前から、同市字中新田に局舎を新築、移転。
- 1982年（昭和57年）11月22日 - 塩竈市新富町から、同市港町二丁目に局舎を新築、移転[7]。
- 1997年（平成9年）6月23日 - 外国通貨の両替および旅行小切手の売買に関する業務取扱を開始。
- 2007年（平成19年）10月1日 - 民営化に伴い、併設された郵便事業塩釜支店に一部業務を移管。
- 2012年（平成24年）10月1日 - 日本郵便株式会社の発足に伴い、郵便事業塩釜支店を塩釜郵便局に統合。
- 2016年（平成28年）8月20日 - ゆうゆう窓口の24時間営業を廃止。

## 取扱内容
- 郵便、印紙、ゆうパック、内容証明
- 貯金、為替、振替、振込、国際送金、外貨両替、国債、投資信託
- 生命保険、バイク自賠責保険、自動車保険、がん保険、引受条件緩和型医療保険
- ゆうちょ銀行ATM
- 浦戸諸島を除く塩竈市全域（〒985-00xx）、多賀城市・宮城郡七ヶ浜町全域（〒985-08xx）および仙台市宮城野区港五丁目（〒985-0901）の集配業務
  - 浦戸諸島は浦戸郵便局が管轄。
- ゆうゆう窓口

## 周辺
- 杜の都信用金庫塩竈営業部
- 七十七銀行塩釜支店
- イオンタウン塩釜
- 塩釜港・マリンゲート塩釜
- 国道45号

## アクセス
- JR仙石線 本塩釜駅から徒歩約13分
- ミヤコーバス 観光桟橋入口停留所下車
- 三陸自動車道 利府塩釜ICから東へ約4km
- 駐車場あり：22台